# Гехі-Чу
Гехі-Чу (рос. Гехи-Чу) — село у Урус-Мартановському районі Чечні Російської Федерації.
Населення становить 2601 особу (2019). Входить до складу муніципального утворення Гехі-Чуйське сільське поселення.

## Історія
Відповідно із законом від 14 липня 2008 року органом місцевого самоврядування є Гехі-Чуйське сільське поселення.
21 квітня 1996 року співробітники Федеральної служби контррозвідки Росії запеленгували сигнал супутникового телефону Джохара Дудаєва в районі села Гехі-Чу. Через це одразу ж у повітря було піднято два літаки Су-25 з ракетами. Дудаєв загинув від вибуху ракети під час телефонної розмови з депутатом Державної думи РФ, Костянтином Боровим. Магомед Жанієв загинув разом з ним. Декілька осіб, які організували цю операцію, зокрема головком ВПС В. Михайлов, стали Героями Росії.

## Населення
| 1990  | 2002  | 2010  | 2012  | 2013  | 2014  | 2015  |
| ----- | ----- | ----- | ----- | ----- | ----- | ----- |
| 2113  | ▼1835 | ▲2342 | ▲2396 | ▲2428 | ▲2465 | ▲2505 |
| 2016  | 2017  | 2018  | 2019  |       |       |       |
| ▲2531 | ▲2548 | ▲2569 | ▲2601 |       |       |       |